# 2017年爆米花棒球聯盟
2017年爆米花棒球聯盟，是由中華民國棒球協會主辦的第二屆爆米花棒球聯盟，並自本屆賽事開始之後，由夏季更改為冬季舉行，且取代冬季巡迴賽，共有10支球隊參賽，最終合作金庫獲得總冠軍，並由投手吳昇峰拿下本屆MVP。

## 賽制
- 進行共兩階段雙循環賽制，各隊比賽36場，共計180場[3]。
- 例行賽結束後，進行兩輪的五戰三勝制系列賽。
  - 並先由排名第三、第二名進行季後賽，勝者將與排名第一進行冠軍賽。

## 各隊登錄球員

### 合作金庫棒球隊
總教練：許順益
教　練：王燕國、洪煒杰、林加祐
投　手：黃健隆、唐嘉駿、曾俊彥、陳政陽、林彥辰、何家榮、王政浩
　　　　吳昇峰、高耀佐、馬駿威、張凱軍、黃騰宥、鄭嘉明、許凱翔
捕　手：張力軒、黃佳瑋、吳松勳、吳明鴻
內野手：楊先賢、王薪權、蘇偉銓、林　瀚、陳智輝、陳昱仁
　　　　高育瑋、林加祐、林祖傑、陳毅宏
外野手：馬文修、陳孝允、林俊萍、何祖韋、許誌峰

### 台灣電力棒球隊
總教練：李盈南
教　練：鄭竣哲、莊智捷
投　手：李文星、王昱博、林冠翰、鄧伊善、李子揚
　　　　劉耿瑞、范孟晨、李洧豪、王翔鷹、蔡偉凡、賴柏瑋、謝柏賢、王宗豪
　　　　吳育寬、趙璟榮、吳俊文、林鋅杰、鄭崴壬
捕　手：陳映寰、黃韋銘、陳瑞慕、林志洋
內野手：蕭帛庭、王子億、陳偉志、施博詠、黃彥賓、范孟傑、李育全、廖俊凱、顏聖賢
外野手：戴如量、黃鈺程、林根緯、林　柱、蔡智榆、陳彥穎

### 綺麗珊瑚成棒隊
總教練：謝承勳
教　練：簡富智、林椲紘、杜寅傑、蘇建榮
投　手：吳清江、方喬澤、全　祈、郭嘉文、蔡松嶧、黃佳偉
　　　　高魁鴻、呂家豪、余俊葦、史迪豐、劉家宏、蔣李威
捕　手：張位梓、林書豪、林建華
內野手：陳胤澔、莫生政、曾偉恩、林宏育、王偉仲、增鈺傑
　　　　許志毅、陳維豪、黃威銓、林頎翰、林　和、嚴宏仁、陳弘諺、盧昱文
外野手：曹家淵、簡富智、趙偉盛、陳誌祥、林椲紘、楊振裕、王天巍、陳少偉
　　　　林志豪、蔡恩君

### 崇越隼鷹棒球隊
總教練：王宸浩
教　練：羅國璋、李桀郡、葉謦瑋
投　手：蘇哲民、葉謦瑋、何聖文、鄭智鴻、古村徹、陳耀仟、李金龍
　　　　林詩雲、洪嘉良、吳智平、夏　忞、林祖正、何少鏞、辛柏霖
　　　　鄭文豪、佟百聖、李宇翔、姚杰宏、朱育霖、劉宇鈞、高塩將樹
捕　手：干名彥、吳明訓、彭子揚
內野手：姜建銘、王仁豪、唐挺育、張皓緯、楊子翔、潘宏翔、邱珈麒、林　翰
外野手：黃義坤、羅傑克、林子涵、羅　傑、森育彬、劉展嘉

### 台中運動家成棒隊
總教練：曾華偉
教　練：余進德、蔡士凡、龔則維、王志豪
投　手：江皓瑋、張旻龍、吳仁傑、王欣櫂、陳子生、林順吉、林慶隆
　　　　李康聖、徐士軒、林丞軒、徐正奇、林麒豪、吳承軒、張順昱
　　　　許文錚、許峻暘、林志穎、翁瑋均、陳理安
捕　手：張翰華、張嘉顯、陳雅各、魏嘉甫
內野手：陽耀華、蔡明覺、陳彥儒、黃紹熙、陳威儒、沈誌翔、楊家祥、林奐宇、黃飛鴻、田　力
外野手：黃家偉、郭冠辰、李嘉榮、江森燊、蕭佑霖、比力安、陳韋奇

### 台北興富發棒球隊
總教練：呂明賜
教　練：黃煚隆、李安熙、陳宗宏
投　手：方冠森、林宇祥、尤士晉、蘇俊榮、林蔚諭、楊勝智、
　　　　吳忠威、葉濠瑋、林健傑、曾琮萱、呂明杰、森慶偉、蔡子凡
捕　手：蔡孟倫、林廷彥、楊承翰、蔡瑋泰
內野手：何昱德、林家慶、蔡尚穎、陳亞峻、羅　堃、劉信宏、高　杰、郭宣志、陳麒源
外野手：吳政達、楊家雄、林文傑、賴柏銓、吳宗峻、吳界煌

### 新北市成棒隊
總教練：周正雄
教　練：呂祐華、曹竣崵、蔡家宏
投　手：陳德仁、葉詠捷、林詩堯、陳偉建、石弘傑、朱仕文、胡臻典
　　　　高楚威、林耀駿、李承壅、吳俊偉、林皋立、王駿昊、陳建霖、楊翔皓
捕　手：詹竣翔、趙明在、牛塏曄、詹晨宏
內野手：郭湳德、陳祐澤、李育儒、陳俞翔、廖傑陞、丁朝原、謝榮展、劉士綱、劉任傑
外野手：李君國、林鴻德、黃裕翔、陳冠任、謝志豪、陳　豪、林　忠、林鴻偉

### 桃園航空城棒球隊
總教練：蔡榮宗
教　練：許皓銘、鄭漢禮
投　手：張賢智、陳家鴻、翁緯喬、葉秀華、許傳裕、鄭祐豪、江冠辰
　　　　林家慶、林仕傑、廖椿儒、江信德、蘇稚程、林頁齊、歐書誠
捕　手：黃瑞集、陳約瑟、廖俊霖
內野手：郭銘仁、鄭展誠、吳柏毅、盧漢鑫、林子寒、盧和昇、黃敬瑋
外野手：陳喆閎、姜俊全、楊霈倫、黃瑞民、彭名宇

### 台南市成棒隊
總教練：張文宗
教　練：林琨瑋、吳家輝、許峰賓、沈福仁
投　手：林旺億、林丹盛、蔡佑梵、李峻旗、翁偉迪、金家威、張哲豪
　　　　陳勁維、林屹洲、黃宗龍、林子昱、陳韋霖、蔡杰縉、魏碩成、吳逸平、黃逸鑫、黃緯麟
捕　手：林以哲、蔡孟修、吳旭堡、李昱德
內野手：王于文、沈福仁、王偉傑、謝富仲、黃伯楷、王品棋、羅昶煜、黃玉璽、林家岳、鄭安家
外野手：楊瑞華、趙品惟、馬仲權、李威達、劉家愷、陳皓禎、曾子豪

### 亞運大學培訓隊
總教練：翁豐堉
教　練：陳瑞昌、莊志偉、何獻凡、邱敏舜
投　手：鄭浩均、張竣凱、江國豪、曹維揚、藍愷青、廖乙忠、曾柏融
　　　　蘇俊璋、吳俊杰、張喜凱、吳承諭、賴智垣、陳良志、陳承佑
　　　　劉軒荅、黃東淯、李少傑、林莫凡、巴青少、蔡瀚霆、林瑋滐
捕　手：陳偉宏、姚冠瑋、蔣少宏、張維傑、黃智榮、柯育民、高宇杰
內野手：施冠宇、曾翰宇、黃子軒、李凱威、王政順、俎品辰、陳晨威、
　　　　陳偉濠、劉致榮、王正棠、王詩聰、馮子峻、黃柏豪、杜文孝、歐　晉、施冠勛
外野手：李聖裕、洪瑋漢、湯凱焜、高淮安、楊志翔、曾宸佐、王志豪
　　　　洪仲平、戴云真、王榆銓、潘俊宇、張祐銘、陳仲彥、李冠儒

## 國訓中心球員分配名單
| 順位／球隊 | 桃園航空城 | 崇越隼鷹 | 新北市 | 台灣電力 | 台北興富發 | 合作金庫 | 台南市 | 綺麗珊瑚 | 台中運動家 |
| ---------- | ---------- | -------- | ------ | -------- | ---------- | -------- | ------ | -------- | ---------- |
| 第一輪     | 歐書誠     | 鄭智鴻   | 楊翔皓 | 賴柏瑋   | 陳麒源     | 黃騰宥   | 陳韋霖 | 蔣李威   | 魏嘉甫     |
| 第二輪     | 黃敬瑋     | 森育彬   | 陳建霖 | 顏聖賢   | 蔡瑋泰     | 馬文修   | 劉家愷 | 蔡松嶧   | 黃飛鴻     |
| 第三輪     | 林頁齊     | 張皓緯   | 謝榮展 | 林志洋   | 森慶偉     | 吳明鴻   | 陳皓禎 | 楊振裕   | 陳韋奇     |
| 第四輪     |            |          | 林鴻偉 |          |            |          | 林家岳 | 曹家淵   |            |

- 由九隊按照106年全國成棒甲組春季聯賽排名從低至高進行選秀。

## 例行賽成績
| 排名 | 隊伍       | 應賽 | 出賽 | 取消 | 勝 | 敗 | 勝率  |
| ---- | ---------- | ---- | ---- | ---- | -- | -- | ----- |
| 1    | 合作金庫   | 36   | 29   | 7    | 22 | 7  | 0.759 |
| 2    | 台北興富發 | 36   | 25   | 11   | 15 | 10 | 0.600 |
| 3    | 台灣電力   | 36   | 33   | 3    | 19 | 14 | 0.576 |
| 4    | 大學培訓   | 36   | 33   | 3    | 18 | 15 | 0.545 |
| 5    | 崇越隼鷹   | 36   | 35   | 1    | 19 | 16 | 0.543 |
| 6    | 新北市     | 36   | 33   | 3    | 16 | 17 | 0.485 |
| 7    | 台中運動家 | 36   | 33   | 3    | 15 | 18 | 0.455 |
| 8    | 綺麗珊瑚   | 36   | 29   | 7    | 13 | 16 | 0.448 |
| 9    | 台南市     | 36   | 26   | 10   | 9  | 17 | 0.346 |
| 10   | 桃園航空城 | 36   | 32   | 4    | 8  | 24 | 0.250 |

## 季後賽成績
- 數字代表為勝場數

|  |            |   |            |   | 決賽 |  |
|  |            |   |            |   |      |  |
|  |            |   |            |   |      |  |
|  |            |   |            |   |      |  |
|  | 台北興富發 | 3 |            |   |      |  |
|  | 台北興富發 | 3 |            |   |      |  |
|  | 台灣電力   | 1 |            |   |      |  |
|  | 台灣電力   | 1 | 合作金庫   | 3 |      |  |
|  |            |   | 合作金庫   | 3 |      |  |
|  |            |   | 台北興富發 | 0 |      |  |
|  |            |   | 台北興富發 | 0 |      |  |
|  |            |   |            |   |      |  |
|  |            |   |            |   |      |  |
|  |            |   |            |   |      |  |

## 最終排名
| 排名 | 隊伍       |
| ---- | ---------- |
| 金牌 | 合作金庫   |
| 銀牌 | 臺北興富發 |
| 銅牌 | 台灣電力   |
| 4    | 大學培訓隊 |
| 5    | 崇越隼鷹   |
| 6    | 新北市     |
| 7    | 台中運動家 |
| 8    | 綺麗珊瑚   |
| 9    | 台南市     |
| 10   | 桃園航空城 |

## 獎項

### MVP
| 球員   | 所屬球隊 |
| ------ | -------- |
| 吳昇峰 | 合作金庫 |

### 個人獎項
| 獎項     | 球員     | 所屬球隊 |
| -------- | -------- | -------- |
| 勝投王   | 高塩將樹 | 崇越隼鷹 |
| 防禦率王 | 高塩將樹 | 崇越隼鷹 |
| 救援王   | 王翔鷹   | 台灣電力 |
| 打擊王   | 李育全   | 台灣電力 |
| 打點王   | 黃義坤   | 崇越隼鷹 |
| 全壘打王 | 王偉傑   | 台南市   |
| 安打王   | 黃義坤   | 崇越隼鷹 |
| 盜壘王   | 廖傑陞   | 新北市   |
| 最佳教練 | 許順益   | 合作金庫 |

### 最佳明星球員
| 守備位置 | 球員     | 所屬球隊   |
| -------- | -------- | ---------- |
| 投手     | 高塩將樹 | 崇越隼鷹   |
| 捕手     | 陳瑞慕   | 台灣電力   |
| 一壘手   | 林奐宇   | 台中運動家 |
| 二壘手   | 黃柏楷   | 台南市     |
| 三壘手   | 林祖傑   | 合作金庫   |
| 游擊手   | 羅堃     | 臺北興富發 |
| 外野手   | 林加祐   | 合作金庫   |
| 外野手   | 戴如量   | 台灣電力   |
| 外野手   | 高杰     | 臺北興富發 |

## 外部連結
- 2017年爆米花棒球聯盟在台灣棒球維基館上的頁面（繁體中文）
- 2017年爆米花棒球聯盟（页面存档备份，存于）